# QuickBird 1
QuickBird 1 fue el segundo satélite artificial comercial de teledetección desarrollado por la empresa EarthWatch, más tarde conocida como DigitalGlobe. Fue lanzado el 20 de noviembre de 2000 mediante un cohete Cosmos 3 desde el Cosmódromo de Plesetsk. El satélite no alcanzó la órbita prevista debido a un fallo en la segunda etapa del cohete portador y cayó a tierra el día siguiente a su lanzamiento.

## Objetivos
La misión de QuickBird 1 era realizar fotografías de alta resolución para comercializarlas con diversos fines.

## Características
El satélite no entró en la órbita prevista debido a un fallo en la segunda etapa del cohete Cosmos 3 que lo transportaba, quedando en una órbita muy inferior y reentrando en la atmósfera al día siguiente del lanzamiento.